# Anisodes fimbripedata
Anisodes fimbripedata är en fjärilsart som beskrevs av W. Warren 1902. Anisodes fimbripedata ingår i släktet Anisodes och familjen mätare. Inga underarter finns listade i Catalogue of Life.